# Rosencrantz e Guildenstern sono morti
Rosencrantz e Guildenstern sono morti (Rosencrantz and Guildenstern are dead) è una tragicommedia, legata al teatro dell'assurdo e all'esistenzialismo, scritta dal commediografo inglese Tom Stoppard.
L'opera nacque come atto unico in versi nel 1964 col titolo Rosencrantz and Guildenstern Meet King Lear. Rielaborata in tre atti, viene messa in scena per la prima volta nel 1966 al Festival di Edimburgo.
Secondo una testimonianza dell'autore, riguardo alle varie rappresentazioni teatrali di questa commedia, effettuate in giro per il mondo, diverse possono essere le cose che cambiano da una rappresentazione all'altra:
(Tom Stoppard)

## Trama
Narra la storia di Rosencrantz e Guildenstern, due personaggi minori della tragedia Amleto (Hamlet), di William Shakespeare, che vengono convocati alla corte del re di Danimarca con il compito di aiutare Amleto, in realtà con lo scopo di capire (e riferire) se egli sia diventato pazzo o se stia fingendo. Il titolo deriva da una battuta pronunciata da un ambasciatore inglese nel finale della tragedia shakespeariana.

## Rappresentazioni
La prima italiana è stata il 24 gennaio 1968 presso il Teatro Metastasio di Prato, produzione Compagnia dei Quattro. Testo tradotto da Paola Ojetti, regia di Franco Enriquez, scene e costumi di Emanuele Luzzati, musiche di Giancarlo Chiaramello. Interpreti: Valeria Moriconi, Paolo Ferrari, Mario Scaccia, Adriana Innocenti, Luciano Virgilio, Piero Nuti, Donato Castellaneta, Sandro Pizzocchero, Ireneo Petruzzi, Silvana De Santis, Adolfo Belletti, Maria Adelaide Zaccaria, Luigi Palchetti, Alfredo Piano.

## Adattamento cinematografico
Nel 1990 l'opera letteraria venne adattata per il grande schermo e il lungometraggio, che fu presentato durante la 47ª Mostra internazionale d'arte cinematografica di Venezia del medesimo anno, conseguì il Leone d'Oro.
Il film dal titolo omonimo fu diretto dallo stesso Tom Stoppard (nel suo esordio alla regia), con Tim Roth (Guildenstern), Gary Oldman (Rosencrantz), Richard Dreyfuss, Joanna Roth, Iain Glen, Donald Sumpter, Joanna Miles e Ian Richardson.